# الانقسام الفلسطيني
الانقسام الفلسطيني ويسميه البعض صراع الأخوة[من؟] مصطلح يشير إلى نشوء سلطتين سياسيتين وتنفيذيتين في صيف عام 2007م في الضفة الغربية وقطاع غزة، إحداهما تحت سيطرة حركة فتح في الضفة الغربية والأخرى تحت سيطرة حركة حماس في قطاع غزة، وذلك بعد فوز حركة حماس في الانتخابات التشريعية في مطلع عام 2006، ونشوء أزمة سياسية ارتبطت بعراقيل للانتقال السلمي للسلطة داخلية وخارجية، وخضوع أجهزة السلطة الفلسطينية للحزب الذي كان تقليديا ومنذ توقيع إتفاقية أوسلو يمسك زمام الحكم الذاتي الفلسطيني؛ حركة فتح.

## علاقة حركتي حماس وفتح بالسلطة

### قيام السلطة الفلسطينية
في عام 1994 ومع قيام السلطة الفلسطينية وتسلمها غزة وأريحا وباقي المدن الفلسطينية في الضفة الغربية وقطاع غزة في فترةٍ لاحقة، زاد الشرخ عمقًا بتنفيذ السلطة حملات اعتقالات واسعة تركزت على قيادات حركة حماس وعناصرها وجهازها العسكري بعد كل عملية ضد الإحتلال.
وفي 25 فبراير/ شباط عام 1996 أعلنت قيادة الأجهزة الأمنية التابعة للسلطة عن قيامها بأوسع حملة اعتقالات ضد عناصر حركتي حماس والجهاد الإسلامي في الضفة الغربية وقطاع غزة استمرت عدة أشهر، وقد وصل عدد المعتقلين في 13 أبريل/نيسان إلى أكثر من 900 معتقل، وقد تزامنت الحملة مع حملة مداهمات للاحتلال، ولم تتوقف حملة السلطة على نشطاء حماس وإنما وصلت حتى القيادة السياسية للحركة فاعتقلت الأجهزة الأمنية التابعة للسلطة عدة قيادات في حماس على رأسها محمود الزهار وأحمد بحر وغازي حمد وإبراهيم المقادمة الذي تعرض لتعذيب شديد حتى ساءت حالته الصحية، وقد أعلن اللواء نصر يوسف قائد شرطة غزة آنذاك أن قواته «عاقدة العزم على تدمير الهياكل المدنية لحماس فضلاً عن جناحها العسكري».

### انتفاضة الأقصى
ومع بداية الانتفاضة الثانية توقف الاعتقال بقوة السلاح وغضب الجماهير، وشكل انطلاق انتفاضة الأقصى يوم 28 سبتمبر/أيلول 2000 م مرحلة جديدة، إذ توحّد الفلسطينيون ضد الاحتلال، وشرعوا في حوارات داخلية قادتها مصر وانتهت باتفاق القاهرة بين الفصائل في مارس/آذار 2005م.

### فوز حماس في الانتخابات
في مطلع 2006 تم تنظيم ثاني انتخابات تشريعية فلسطينية، وهي أول انتخابات تشارك فيها حماس التي حققت مفاجأة بحصد أغلبية المقاعد في المجلس التشريعي، ليسارع القيادي في حركة فتح محمد دحلان إلى التصريح " بأنه من العار على فتح المشاركة في حكومة تقودها حماس " في حين دعا الرئيس محمود عباس الحكومة القادمة إلى الالتزام باتفاقات منظمة التحرير ونهج السلام.
وبعد رفض الفصائل المشاركة في حكومة حماس، شكّلت الحركة حكومتها برئاسة إسماعيل هنية الذي سلم يوم 19 مارس/آذار 2006 م قائمة بأعضاء حكومته إلى الرئيس محمود عباس، لكن الحكومة قوبلت بحصار إسرائيلي مشدد عرقل عملها، وبمحاولات داخلية للإطاحة بها من خلال سحب كثير من صلاحياتها وإحداث القلاقل الداخلية طوال عام 2006م.
ونظرا لرفض الأجهزة الأمنية التعاطي مع الحكومة الجديدة، شكّل وزير الداخلية آنذاك الشهيد سعيد صيام قوة مساندة تعرف بـ«القوة التنفيذية»، لكن حركة فتح شنت عليها حملة واسعة وصلت لحد الاصطدام مع الأجهزة الأمنية الأخرى، وذلك بالتزامن مع حملة إغتيالات في غزة.
وفي هذا الظرف تحرّكت العديد من الجهات لوقف الاشتباكات بين مسلحي حماس وفتح والأجهزة التابعة لهما، ونجحت هذه التحركات في وقف الاشتباكات وإنشاء لجنة تنسيق وضبط العلاقات بين الطرفين، لكن الأمور عادت مجددًا للتوتر والاصطدام.
في مايو/أيار 2006م أطلقت قيادات الأسرى الفلسطينيين وثيقة للمصالحة سُميت لاحقا بوثيقة الأسرى التي لاقت ترحيبًا من جميع الأطراف، وعلى أثرها عُقِدَ مؤتمر الحوار الوطني يوم 25 مايو/أيار 2006، ومع ذلك ظلَّ الانقسام قائمًا ولم تتوقف الاشتباكات المسلحة، وفشلت وساطات عديدة بينها الوساطة القطرية في أكتوبر/تشرين الأول 2006 في تهدئة الأوضاع.
وحسب إحصائية أعدَّتها الهيئة الفلسطينية المستقلة لحقوق المواطن، فقد قُتِلَ نتيجة الانفلات الأمني خلال الفترة المتراوحة بين يناير/كانون الثاني ونوفمبر/تشرين الثاني 2006 نحو 322 فلسطينيًا منهم 236 في قطاع غزة و86 في الضفة الغربية.
وفي ديسمبر/كانون الأول 2006 دعا الرئيس محمود عباس إلى عقد انتخابات لمجلس تشريعي فلسطيني جديد، لكن عددًا من قيادات الفصائل الفلسطينية في دمشق رفض الدعوة وانفجرت الأوضاع مجددًا، وتعرض وزير الداخلية سعيد صيام لمحاولة اغتيال فاشلة في العاشر من ديسمبر/كانون الثاني 2006 م.
وبعد فوز حماس في الانتخابات تم القضاء الكامل على قضية الاعتقالات السياسية ضد حركتي حماس والجهاد الإسلامي في قطاع غزة، بل وتم سن القوانين التي تمنع ذلك وتحافظ على المقاومة وتؤيدها وتحذّر وتجرِّم كل من يتنازل عنها، وكان التمسك بالمقاومة والحفاظ على الوحدة الوطنية من برنامج الحكومة المنتخبة التي أصبحت حكومة مقاومة ووفرت الدعم والغطاء للمجاهدين بدلاً من اعتقالهم وكان هذا للمجاهدين الحقيقيين الشرفاء وليس للذين يلبسون لباس المقاومة ويتستّروا به وهم يتاجرون بالقضية لمصالح خارجية مرتبطة مع الاحتلال وتتساوق معه، ولكن الاعتقالات السياسية زادت وتيرتها في الضفة الغربية.

### اتفاق مكة
استمرت أجواء التوتر مع دخول عام 2007، حتى بادر الملك السعودي الراحل عبد الله بن عبد العزيز إلى دعوة حركتي فتح وحماس إلى التحاور في مكة، على مدار ثلاثة أيام بين أعلى الهرم القيادي في كلتا الحركتين محمود عباس ومحمد دحلان عن فتح، خالد مشعل وإسماعيل هنية عن حركة حماس ووقعت الحركتان على ما بات يعرف بـ«اتفاق مكة» في فبراير/شباط 2007، وكلف الرئيس محمود عباس، إسماعيل هنية بتشكيل الحكومة الحادي عشر «حكومة الوحدة الوطنية»، إلا أن الاتفاق فشل بعد عدة أشهر رغم الأجواء الإيجابية التي رافقت الإعلان عنه.

## سيطرة حماس على قطاع غزة
بعد اتفاق مكة بأسابيع قليلة تجددت الاشتباكات بين مسلحي فتح وحماس، وهو ما انتهى بسيطرة حماس على قطاع غزة فيما عرف باسم «الحسم العسكري»، ليتحول الانقسام الجغرافي إلى انقسام سيطرة سياسية كامل يوم 14 يونيو/حزيران 2007 م.
واستخدم اسم صراع الأخوة للصراع في غزة بين القوة التنفيذية المؤلفة من عناصر كتائب عز الدين القسام، الذراع العسكري لحركة المقاومة الإسلامية حماس من جهة، وبين قوات الأمن التابعة للسلطة الوطنية الفلسطينية، حيت تتمتع حركة التحرير الوطني الفلسطيني فتح، بنفوذ قوي فيها، من جهة أخرى. أطلق مصطلح «الأخوة» بسبب توزع أبناء البيت الفلسطيني الواحد على أكتر من فصيل.
أحتدم القتال في منتصف شهر مايو/أيار من عام 2007 واستمرت عمليات القتل والخطف المتبادل بين الجانبين حتى 14 حزيران/يونيو سنة 2007 حين سيطرت حماس على كل المواقع الأمنية في قطاع غزة الذي وقع بذلك تحت السيطرة الكاملة لحماس. كما فرَّ قادة الأجهزة الأمنية وأعضاء من فتح إلى الضفة الغربية ومصر وإسرائيل عن طريق مراكب أبحرت من مقر الرئاسة الفلسطينية «منتدى الرئيس», مثل محمد دحلان ورشيد أبو شباك والمشهراوي.
شكّلت الأجهزة الأمنية التابعة للسلطة الفلسطينية والتي توالي حركة فتح حجر الزاوية في الفلتان الأمني الذي شهده قطاع غزة قبل أحداث الرابع عشر من حزيران عام 2007.
ووصل القتل العشوائي في شوارع القطاع على اللحية وعلى الهوية، كما تسبب تردي الأوضاع الأمنية في إغلاق كل الشوارع والمحلات وتردي الحالة الاقتصادية.
وحسب إحصائية أعدتها الهيئة الفلسطينية المستقلة لحقوق المواطن، فقد قُتِلَ نتيجة الانفلات الأمني خلال الفترة المتراوحة بين يناير/كانون الأول ونوفمبر/تشرين الثاني 2006 نحو 322 فلسطينيًا منهم 236 في قطاع غزة و86 في الضفة الغربية.
ويقول عضو المكتب السياسي لحركة حماس إن عملية الحسم لم تكن قرارًا، القضية كانت مواجهات انتهت بهذه النتيجة، والدليل على ذلك أن مقر أبو مازن وبيته وبيت أبو عمار لم يدخله أحد.

### نشأة إزدواجية الحكومات
وفي رام الله، أعلن الرئيس الفلسطيني محمود عباس إقالة حكومة إسماعيل هنية، وكلّف سلام فياض بتشكيل حكومة جديدة، وقد رفضت حركة حماس على لسان الناطق باسمها فوزي برهوم تكليف فياض تشكيل حكومة طوارئ واعتبرته «انقلابًا ضد الشرعية وتجاوزًا لكل القوانين الفلسطينية»، وقال إسماعيل هنية أن حكومته جاءت «بإرادة شعبية ديمقراطية». وأنها «ستمارس عملها ولن تتخلى عن مسؤولياتها». ووصف القرارات التي اتخذها الرئيس الفلسطيني بإقالته وإعلان حالة الطوارئ في الأراضي الفلسطينية بأنها «قرارات متسرعة».وأكّد أن حركة حماس لا تعتزم إعلان دولة في قطاع غزة. وأوضح أن «قطاع غزة جزء لا يتجزأ من الوطن الفلسطيني العزيز وشعبنا في القطاع جزء لا يتجزأ من شعبنا في كامل أماكن وجوده واستمرت الأمور بحكومتين واحدة في الضفة الغربية وأخرى في قطاع غزة.

### الورقة المصرية
في أوائل 2009 وبعد انتهاء الحرب الإسرائيلية على غزة، تجددت الوساطة بين الفصائل لتكون هذه المرة مصرية حيث أعدت القاهرة خلاصة أفكارها فيما باتت تعرف بـ«الورقة المصرية» وطرحتها في سبتمبر/أيلول 2009م. لئن سارعت حركة فتح للتوقيع عليها فإن حركة حماس قالت أنها بحاجة إلى وقت لدراستها قبل أن تطلب إدخال تعديلات عليها، لكن السلطات المصرية رفضت الطلب، وهو ما أدّى إلى تجميد الأمور من جديد لشهور طويلة.

### الحوار في دمشق
وعاد الحراك مجددًا إلى ملف المصالحة بعد لقاء جمع رئيس المكتب السياسي لحركة حماس خالد مشعل ورئيس المخابرات المصرية عمر سليمان أواسط 2010، عقد على أثره لقاء بين فتح وحماس بالعاصمة السورية دمشق في التاسع من نوفمبر/تشرين الثاني 2010م.
ورغم الإعلان عن جلسة جديدة أواخر ديسمبر/كانون الأول 2010، فإن اللقاء لم يُعقد، وتبادلت الحركتان الاتهامات بالمسؤولية عن تعطيله.
وبشكل عام لم يكن البرنامج السياسي وصراع الصلاحيات المصدر الوحيد للخلاف الداخلي في هذه المرحلة، فقد واكبهما أيضا خلاف قديم بشأن حق مقاومة الإحتلال ومواجهة اعتداءات إسرائيل المتكررة.

## اندلاع موجة الاحتجاجات العربية والمطالبة بإنهاء الانقسام
مع اندلاع الثورات العربية مطلع عام 2011 وفشل خيار المفاوضات مع إسرائيل، ارتفعت مجددًا أصوات الشباب الفلسطيني ليطالبوا بإنهاء الإنقسام والعودة للوحدة الوطنية. فنظموا حملة من المظاهرات والمسيرات انطلقت في 15 آذار/مارس عام 2011 في كل من الضفة الغربية وقطاع غزة لإنهاء الانقسام الفلسطيني بين حركتي فتح وحماس.
وفي يوم الأربعاء 4/5/2011 م وقعت الفصائل الفلسطينية في القاهرة على الورقة المصرية (وثيقة الوفاق الوطني للمصالحة وإنهاء الانقسام الفلسطيني) وأُقيمَ احتفال موسع بحضور الرئيس الفلسطيني محمود عباس والأمين العام لجامعة الدول العربية عمرو موسى ووزير خارجية مصر نبيل العربي ورئيس المكتب السياسي لحركة المقاومة الإسلامية (حماس) خالد مشعل.

## حكومة الوفاق الوطنيوقطاع غزة
أُعلِنَ في 23 أبريل/نيسان العام 2014 في غزّة أن اجتماعات بين حركة فتح وحركة حماس خلال يومين أفضت إلى إتفاق على المصالحة بين الطرفين والالتزام بإتفاق القاهرة وإعلان الدوحة، والعمل على إنشاء حكومة توافق وطني تعلن خلال 5 أسابيع، وإجراء انتخابات بعد 6 أشهر على الأقل من تشكيل الحكومة رئاسية وتشريعية وللمجلس الوطني الفلسطيني.
أدت حكومة الوفاق الوطني اليمين القانونية في الثاني من حزيران/يونيو 2014، حيث ضمت في عضويتها وزراء من الضفة الغربية وقطاع غزة على أمل وضع حد للانقسام المستمر منذ العام 2007.
كانت آمال المواطنين الفلسطينيين –لا سيما في قطاع غزة- معلقة على هذه الحكومة، حيث طالبوها بالعمل على رفع الحصار وتحسين الأوضاع المعيشية الصعبة في القطاع وحل المشكلات المختلفة نتيجة الحصار المفروض عليه منذ عام 2007.
لكن ومع مرور الوقت، لم يلحظ المواطنون الفلسطينيون أي تغير على واقعهم المأساوي، بل ازدادت الأوضاع صعوبة وخصوصًا بعد الحرب الإسرائيلية على قطاع غزة أواخر عام 2014، حيث لم تتحرك الحكومة بالشكل المطلوب للتخفيف من آثار الحرب. علاوة على ذلك، برزت مشاكل جديدة كأزمة الرواتب وأزمة الكهرباء ما فاقم من معاناة سكان القطاع.
في المقابل، تعلل الحكومة موقفها من عدم تمكنها بالقيام بمهامها باستمرار سيطرة حركة حماس على قطاع غزة. وتدعي الحكومة بأن حركة حماس ما زالت هي الحاكم الفعلي لقطاع غزة، الأمر الذي يمنع الحكومة من تنفيذ مهامها بالشكل المطلوب، في حين اعتبر الناطق باسم حركة حماس سامي أبو زهري أن حركة فتح انقلبت على التوافق بشأن تشكيلة الحكومة وقامت باستبدال عدد من وزراء الحكومة بقيادات من فتح مما حولها إلى حكومة فتحاوية، ورامي الحمد الله يتجاهل معاناة غزة ويتبنى مواقف معادية لحماس ويتصرف وكأنه مسؤول في فتح وليس رئيسًا لحكومة توافقية.

## الأوضاع الراهنة
في مطلع سبتمبر 2016 أصدر المرصد الأورومتوسطي لحقوق الإنسان تقريرا عن الاحتجاز التعسفي لستة فلسطينيين في سجن بيتونيا التابع الأجهزة الأمنية الفلسطينية غرب رام الله. جاء اعتقال الشبان على خلفية سياسية. نقل المعتقلون إلى أكثر من مركز احتجازوا فيه وتعرضوا لتعذيب الشديد ومعاملة سيئة، الي جانب وضعهم في العزل الانفرادي لاجبارهم علي الإدلاء باعترافات تحت التهديد والترهيب، المعتقلون قرروا الخوض في اضراب مفتوح عن الطعام احتجاجًا على المعاملة السيئة. اعتبر المرصد الحادثة انتهاكًا واضحًا للمواثيق والأعراف الدولية وطالب بالإفراج العاجل عن الشبان المعتقلين، ومحاسبة من يثبت قيامه بتعذيب المعتقلين.

## اتفاق القاهرة 2017
وقع وفدا حركتي التحرير الوطني الفلسطيني (فتح) والمقاومة الإسلامية (حماس) اتفاق مصالحة في القاهرة برعاية مصرية. ووقع الاتفاق عن حركة فتح رئيس وفدها إلى القاهرة عزام الأحمد، في وقت وقعه عن حركة حماس رئيس وفدها إلى القاهرة صالح العاروري، وقد رحب الرئيس الفلسطيني وحركة الجهاد الإسلامي بالاتفاق.
وينص اتفاق المصالحة على تمكين حكومة الوفاق لتقوم بكافة مهامها في غزة في موعد أقصاه الأول من ديسمبر/كانون الأول المقبل، كما اتفق الطرفان على استلام الحكومة الفلسطينية كافة معابر غزة في موعد أقصاه الأول من نوفمبر/تشرين الثاني القادم، على أن تنقل إدارة معبر رفح إلى حرس الرئاسة الفلسطينية.
وفي الملف الأمني، نص اتفاق المصالحة على توجه رؤساء الأجهزة الأمنية في السلطة الفلسطينية إلى غزة لعقد لقاءات مع مسؤولي الأجهزة بالقطاع لدراسة سبل استلام مهامهم، وذلك حتى الأول من ديسمبر/كانون الأول المقبل.